# Thorstein Veblen

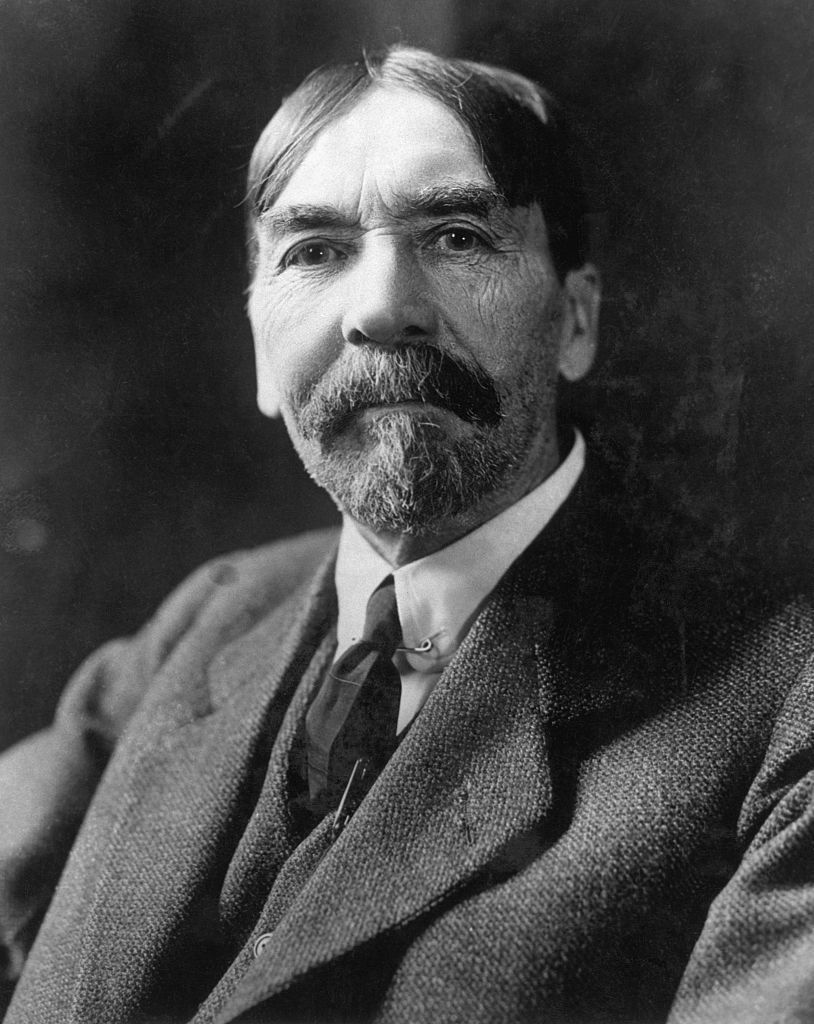
Thorstein Veblen

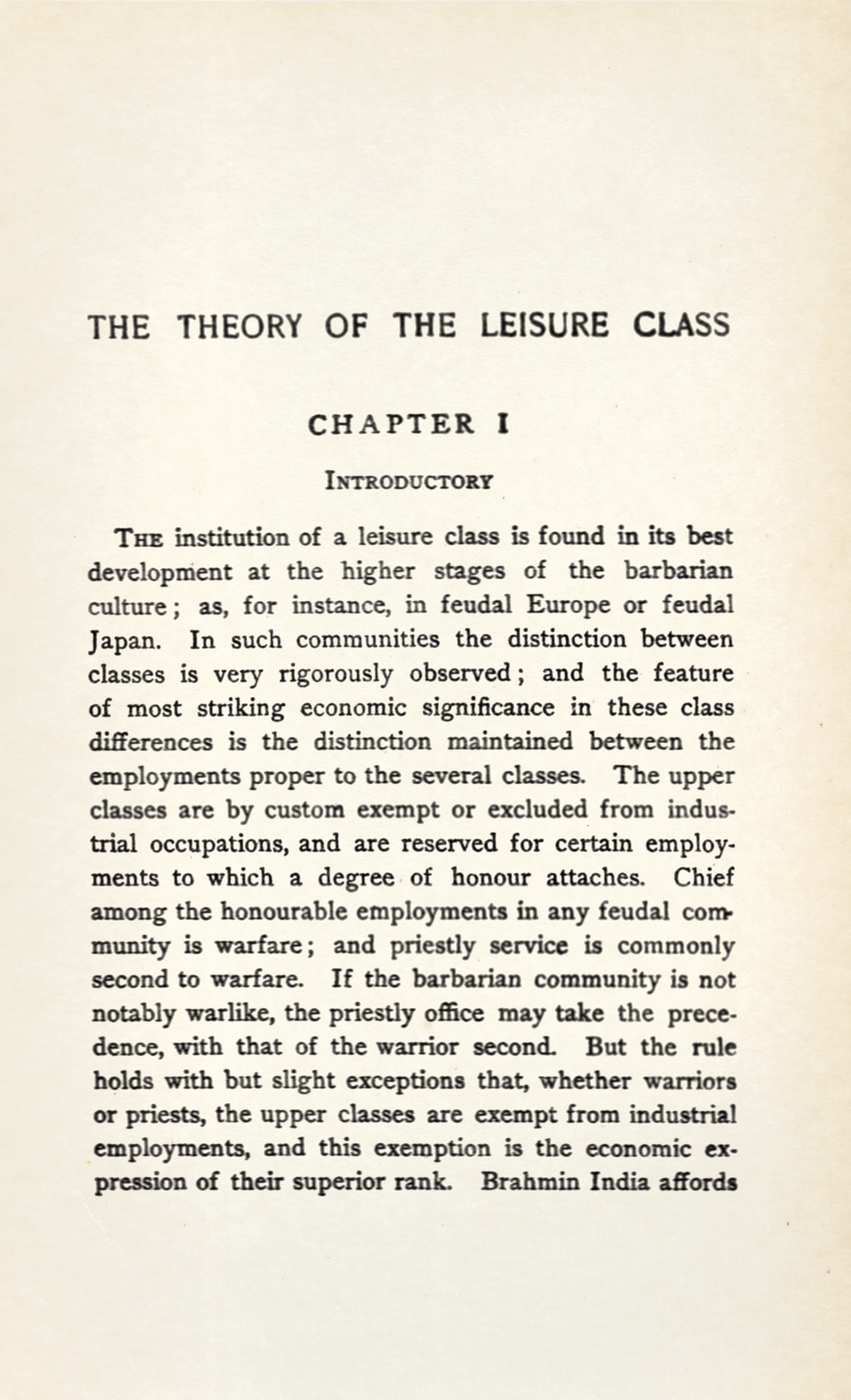
Theory of the leisure class, 1924

Thorstein Veblen (n. 30 iulie 1857, Valders, Wisconsin - d. 3 august 1929, Menlo Park, California) a fost un economist și critic social american de origine norvegiană, unul dintre primii oameni de știință care a examinat relațiile complexe între consum și bogăție în societate.
A crescut în Valders, Wisconsin, Statele Unite, într-o familie de imigranți norvegieni. A învățat limba engleză de la vecini și la școală (pe care a început-o la vârsta de 5 ani) și a absolvit Universitatea Johns Hopkins, sub îndrumarea lui Charles S. Pierce.
Veblen este cel mai bine cunoscut pentru cartea sa "Teoria clasei fără griji" (The Theory of the Leisure Class), publicată în 1899, în care a introdus termenul "conspicuous consumption", care se poate traduce (relativ corect) prin consum ostentativ sau risipă ostentativă, care presupunea o afirmație despre clasa fiecăruia și realizările sale. În această carte, Veblen analizează consumul burghez modern arătând că prestigiul social este obținut prin irosirea timpului și a banilor.
Scepticismul său l-a făcut să susțină că problemele economiștilor erau prea înguste. Această atitudine cât și scepticismul religios i-au adus probleme în academie iar între 1884 și 1891 a trebuit să fie întreținut de familie. În 1892 a fost chemat la Universitatea Chicago din Chicago, unde a stat 14 ani. După aceasta a mai stat 3 ani la Universitatea Stanford. A murit în Menlo Park, California, Statele Unite.